# 9088 Макі
9088 Макі (9088 Maki) — астероїд головного поясу, відкритий 20 вересня 1995 року.
Тіссеранів параметр щодо Юпітера — 3,636.